# Szlak „Barci kurpiowskich”
 Szlak „Barci kurpiowskich” – turystyczny szlak pieszy w północnej części województwa mazowieckiego, gminie Czarnia doprowadzający turystów do rezerwatu przyrody Czarnia.

## Opis
Szlak rozpoczyna się (i kończy) obok kościoła Niepokalanego Poczęcia Najświętszej Maryi Panny w Czarni i prowadzi na południe, by ok. 200 m od cmentarza skręcić na zachód w kierunku przysiółka Brzozowy Kąt. Następnie skręca na południe i po ok. 400 m doprowadza do granicy rezerwatu przyrody Czarnia. Po 0,5 km przecina drogę Chorzele – Myszyniec przy kapliczce św. Huberta wykonanej z pnia lipy przez rzeźbiarza Józefa Bacławskiego z Łysych. Niedaleko skrzyżowania dróg jest parking leśny. Szlak doprowadza do pomnikowych sosen bartnych. Stanowią element kultury materialnej Kurpiów Zielonych. Drzewa są przykładem zrównoważonego gospodarowania lasem. Obok sosen bartnych zamontowano tablice informacyjne o historii bartnictwa w Puszczy Zielonej. Następnie szlak dociera do drogi Czarnia – Bandysie i zakręca na północ. Leśną drogą można dostrzeć do leśniczówki Surowe i rosnącego obok pomnika przyrody – około 400-letniego dębu szypułkowego zwanego „Dębem Kmicica”. Po ponownym przecięciu drogi Chorzele – Myszyniec szlak doprowadza do Czarni.
Corocznie (od 1975, z przerwami) Regionalne Centrum Kultury Kurpiowskiej im. ks. Władysława Skierkowskiego w Myszyńcu organizuje Rajd Szlakami Barci Kurpiowskich. Proponowane są trady rowerowe i piesze. W wybrane lata trasa rajdu pokrywa się częściowo ze szlakiem „Barci kurpiowskich”.